# Esacus
Genre
Répartition géographique
- Esacus magnirostris
- Esacus recurvirostris

Esacus est un genre d'oiseaux qui regroupe deux espèces asiatiques d'œdicnèmes, limicoles appartenant à la famille des Burhinidae.

## Liste des espèces
D'après la classification de référence (version 14.1, 2024)de l'Union internationale des ornithologues, il y a 2 espèces du genre Esacus (ordre philogénique) :
- - Esacus recurvirostris (Cuvier, 1829) – Grand Œdicnème ;
  - Esacus magnirostris (Vieillot, 1818) – Œdicnème des récifs.